# ديف غرين
ديف غرين (بالإنجليزية: Dave Green)‏ هو لاعب كرة قدم أمريكية أمريكي، ولد في 21 سبتمبر 1949 في ماسون سيتي في الولايات المتحدة.

## وصلات خارجية
- ديف غرين على موقع مرجع كرة القدم المحترفة.كوم (الإنجليزية)